# Agrilus marozzinii
Agrilus marozzinii es una especie de insecto del género Agrilus, familia Buprestidae, orden Coleoptera.
Fue descrita científicamente por Gobbi, 1974.